# عبد الله صادق
عبد الله صادق (بالإنجليزية: Abdullah Sadiq)‏ (و. 1940 – م) هو فيزيائي من باكستان .

## التعليم
تعلم في جامعة إلينوي، وجامعة إلينوي في إربانا-شامبين